# Rammadammen
Rammadammen är en damm i Almnäsbäcken i Hjo kommun i Västergötland och ingår i Motala ströms huvudavrinningsområde.
Rammadammen ligger nedströms Erikssonsdammen och uppströms Mellandammen, Hållsdammen och Dicksonsdammen.